# Ikrit
Ikrit es un personaje perteneciente al universo de ficción de Star Wars.
De un metro de alto, pelaje blanco y orejas caídas la criatura conocida como Ikrit se creía que era la mascota de Anakin Solo, que éste había encontrado en las junglas de Yavin IV. Fue más tarde, tras resolver el rompecabezas del Globo Dorado, cuando con la ayuda de Anakin y su amigo Tahiri Veila, que Ikrit se mostró como lo que era: un anciano Maestro Jedi de la especie Kushiban.
Unos 400 años antes de que Anakin fuera a la Academia Jedi, Ikrit llegó a la luna de Yavin IV y descubrió el  Globo Dorado. Incapaz de romper la maldición que éste contenía, espero hasta que llegara alguien que fuera capaz de romperla, lo que ocurrió con la llegada de  Anakin y Tahiri. Ikrit fue entrenado por el propio maestro Yoda. Ikrit mantuvo su verdadera identidad en secreto a todo el mundo con la excepción de Tionne, Uldir, Anakin y Tahiri. Compartió sus conocimientos con ellos y siempre que pudo, como durante muchas de sus aventuras, ayudó a entrenar a Anakin, Tahiri, y Uldir.
Cuando la  Brigada de la Paz y los Yuuzhan Vong atacaron Yavin IV, Ikrit ayudó a Tionne y Kam Solusar a esconder a los jóvenes aprendices. Pero volvió para ayudar a Anakin a defender el Gran Templo de los atacantes. Descubrió que Tahiri, Sannah, y Valin Horn se habían quedado atrás para ayudarles. Tras adueñarse de una nave de la brigada de la Paz y maniatar al piloto, el grupo trató de escapar. Sin embargo, un grupo de naves de la Brigada intentaron detenerles. Ikrit saltó entonces fuera de la nave para hacerlos volver y desviar sus disparos. Su valiente acción tuvo éxito, pero le costó la vida.
- Datos: Q1061753